# Emerita benedicti
Emerita benedicti är en kräftdjursart som beskrevs av Schmitt 1935. Emerita benedicti ingår i släktet Emerita och familjen Hippidae. Inga underarter finns listade i Catalogue of Life.